# Johann von Oppolzer
Johann Ritter von Oppolzer (4 de agosto de 1808 - 16 de abril de 1871) fue un médico austriaco nacido en Nové Hrady, Bohemia. Era el padre del astrónomo Theodor von Oppolzer (1841-1886).

## Semblanza
Oppolzer obtuvo en 1835 su doctorado en medicina en la Universidad Carolina de Praga, trabajando posteriormente como profesor universitario en Praga (desde 1841), Leipzig (desde 1848) y Viena (desde 1850), donde también sirvió como rector en 1860 y 1861. En 1863 fue elegido miembro extranjero de la Real Academia de las Ciencias de Suecia.
Era un defensor del diagnóstico y de la terapia holísticos en su aproximación a la medicina. También fue una influencia importante en la carrera del renombrado otorrino Adam Politzer.

## Obras seleccionadas
- Vorlesungen über spezielle Pathologie und Therapie, (Lectures on Special Pathology and Therapy); 2 volumes, 1866/1872.